# Šime Spaventi
Šime Spaventi (Dubrovnik, 29. listopada 1925. – Zagreb, 4. ožujka 2012.) hrvatski znanstvenik,  akademik, redoviti član Hrvatske akademije znanosti i umjetnosti u Razredu medicinske znanosti.
Akademik Šime Spaventi bio je izuzetan znanstvenik i stručnjak koji je dao neizmjerljiv doprinos području onkologije i nuklearne medicine, posebno u interdisciplinarnom pristupu mnogim problemima.

## Životopis
Rodio se 29. listopada 1925. u Dubrovniku gdje je završio Realnu gimnaziju. Aktivno je sudjelovao u NOB-u. Medicinski fakultet završio je u Zagrebu gdje je specijalizirao radioterapiju i nuklearnu medicinu.
Stručno se usavršavao u Centru za nuklearnu medicinu Univerziteta u Pisi, Institutu Gustave Roussy u Parizu, Czerny klinici Medicinskog fakulteta u Heidelbergu i Nacionalnom institutu za tumore u Milanu.
Godine 1963. osnovao je Odsjek za primjenu radioizotopa pri Zavodu za radiologiju Medicinskog fakulteta u KB Sestre Milosrdnice te bio izabran za šefa Odsjeka. Doktorirao je 1965. godine, a nakon habilitacije na Medicinskom fakultetu postao je naslovni docent na Katedri za radiologiju.
Godine 1970. znanstveno vijeće Instituta Ruđer Bošković izabralo ga je višim znanstvenim suradnikom u odjelu za nuklearna i atomska istraživanja. 
1972. godine Medicinska akademija Hrvatske izabrala ga je za redovitog člana, a u dva mandata (1976. – 1988.) bio je članom njezina Predsjedništva.
1972. godine izdvojio je Odsjek za primjenu radioizotopa iz Zavoda za radiologiju Medicinskog fakulteta u KB Sestre Milosrdnice i pretvorio ga u samostalni Zavod, a kasnije Kliniku za nuklearnu medicinu i onkologiju čiji je šef bio do 1990. godine.
Na Stomatološkom fakultetu Sveučilišta u Zagrebu 1974. godine pokrenuo je inicijativu za osnivanjem Katedre za kliničku onkologiju za stomatologe. To je ujedno i prva samostalna katedra za onkologiju u Hrvatskoj. Za redovitog profesora onkologije na Stomatološkom fakultetu bio je izabran 1979. godine.
Za dopisnog člana Hrvatske akademije znanosti i umjetnosti izabran je 1986. godine, za izvanrednog 1988., a za redovitog člana 1991. godine. U Hrvatskoj akademiji osnovao je 1992. godine Odbor za onkogene i faktore rasta i bio je predsjednikom toga Odbora. Rukovodio je projektima Hrvatske akademije: Banka tumora za bazična istraživanja i Tumorska banka DNA čovjeka. 1988. godine izabran je za člana uprave Zaklade Hrvatske akademije znanosti i umjetnosti. U Hrvatskoj akademiji bio je voditelj Kabineta za istraživanje i standardizaciju imunoloških supstancija, voditelj Odbora za genomiku i proteomiku, član Odbora za statut HAZU, a dao je i poseban doprinos aktivnostima vezanim za rad Arboretuma.
Akademik Šime Spaventi dao je izuzetan doprinos u području razvoja onkologije i nuklearne medicine: među prvima je uveo pojmove srednji biološki život radioizotopa, prvi je uveo dijagnostičke metode gamaencefalografiju, limfoscinigrafiju, radioizotopnu venografiju, prvi je uveo imunologiju u kliničku onkologiju, te računalni sustav u medicinsku dijagnostiku.
Kao jedan od osnivača nuklearne medicine u nas i osnivač Klinike za nuklearnu medicinu i onkologiju značajno je utjecao na razvoj ove grane medicine. U okviru Klinike osnovao je kliničke laboratorije za radiokemiju, kliničku imunologiju, radiobiologiju, radiohematologiju te radiološku fiziku i dozimetriju. Među prvima je, kreirajući multidisciplinarne timove u bolnici, povezao istraživački rad i kliničku praksu.
Akademik Spaventi objavio je 280 stručnih i znanstvenih radova od čega je veliki broj indeksiran i citiran, a bio je koautor više znanstvenih knjiga, enciklopedijskih izdanja i udžbenika. 
Primio je više priznanja i nagrada te Nagradu za životno djelo za područje biomedicinskih znanosti 2002. godine. 
Bio je članom najaprestižnijih stručnih i znanstvenih organizacija u zemlji i svijetu.
Akademik Šime Spaventi jedan je od najznačajnijih ličnosti koje su gradile i promicale ugled hrvatske znanosti i medicine.